# Adução (anatomia)

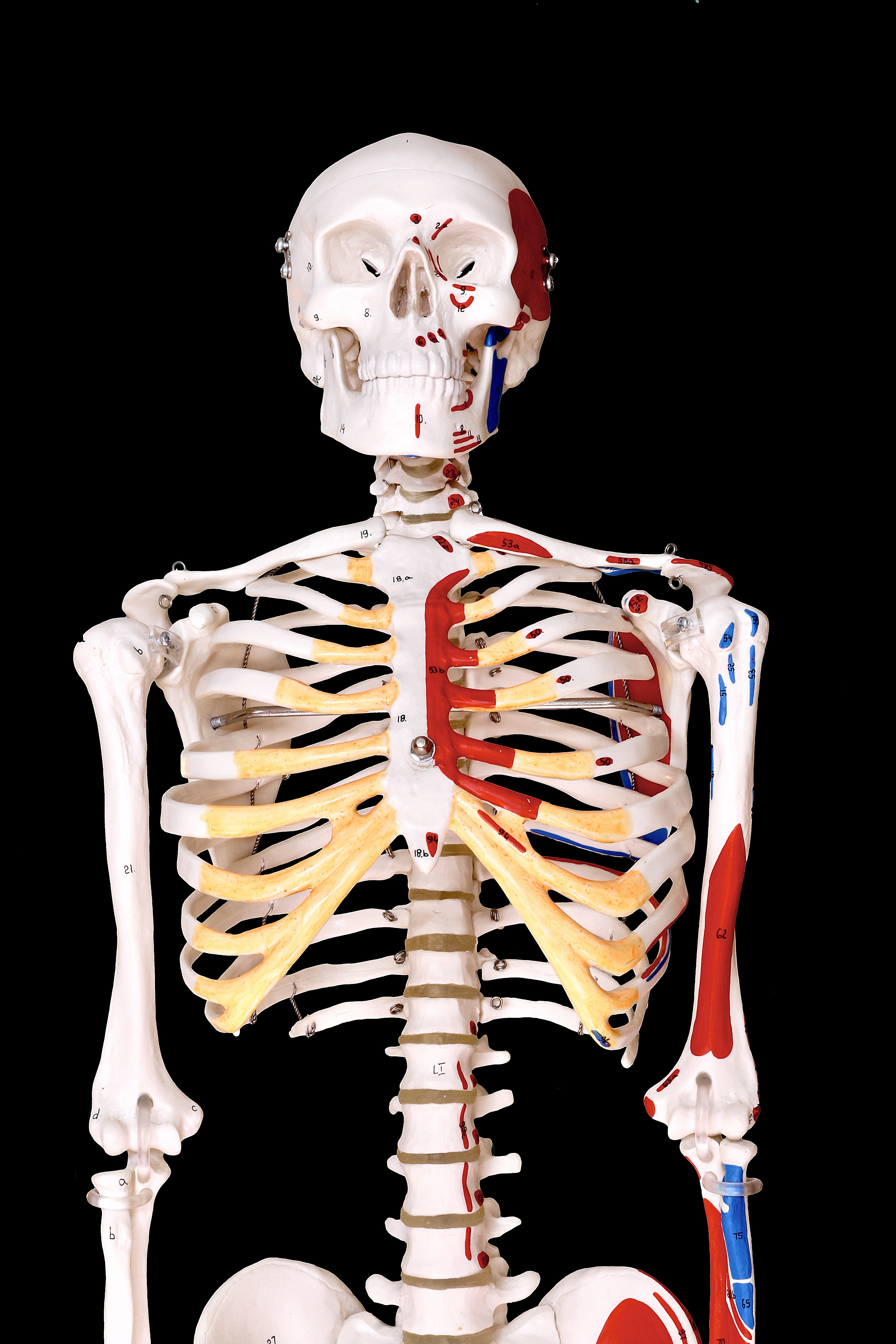
Modelo sintético de esqueleto humano, com os ossos em posição de braços aduzidos (juntos ao corpo).

Em Anatomia, adução é o movimento de aproximar uma estrutura, normalmente em relação ao plano mediano.

## Conceito
Adução é um dos variados termos anatômicos de movimento. Isto é, simboliza a movimentação de uma estrutura, tirando-a de sua posição de referência, a posição anatômica. De maneira mais específica, aduzir é aproximar uma estrutura em relação a um ponto de referência. Como regra, o referencial adotado é o plano mediano, nome do eixo médio do corpo humano. A exemplo da adução do braço, fica subentendido que a aproximação do braço se dá em relação ao plano mediano. Entretanto, excepcionalmente, a adução dos dedos (tanto da mão quanto do pé) significa a diminuição da distância entre eles próprios.
O movimento antagônico à adução é a abdução, caracterizada pelo afastamento da estrutura.

## Etimologia
O termo adução provém do latim: ad é um prefixo com o significado de proximidade e ducere corresponde ao verbo “conduzir, levar, guiar”. Assim, aduzir quer dizer trazer para perto. O radical "ducere" também é encontrado na palavra abdução, antônimo de adução.

## Exemplos
Os músculos cuja função é exercer uma adução recebem a nomenclatura genérica de adutores. São exemplos de musculaturas adutoras:
- Músculos adutor longo, adutor curto e adutor magno, envolvidos na adução da coxa;[6][7][8]
- Músculos peitoral maior e latíssimo do dorso, atuantes na adução do ombro.[9]